# Jan Smarduch
Jan Piotr Smarduch (ur. 26 maja 1957 w Łopusznej) – polski polityk samorządowy, wójt gminy Nowy Targ w latach 1990–2024.

## Życiorys
Urodził się 26 maja 1957 w Łopusznej jako syn Leona i Marii. Ukończył studium ekonomiczne w Zakopanem, a następnie studia magisterskie z politologii na Akademii Pedagogicznej w Krakowie, ukończył studia podyplomowe na Uniwersytecie Jagiellońskim.

### Działalność społeczna i samorządowa
W latach 80. działacz demokratycznej opozycji, działał w „Solidarności Wiejskiej”, a następnie w „Solidarności” Rolników Indywidualnych i był „kontrolowany operacyjnie” przez SB.
W wyborach samorządowych w 1990 jako kandydat „Solidarności” został wybrany na wójta Nowego Targu i od tego czasu co cztery lata wygrywał wszystkie wybory. Jest najdłużej urzędującym samorządowcem na Podhalu. W wyborach w 2010 roku nie miał kontrkandydata. W 2014 roku pokonał w pierwszej rundzie Wojciecha Nowaka, którego pokonał także w roku 2002 i 2006 zdobywając 51,83% głosów. W 2018 wygrał po raz kolejny zdobywając 66,05% głosów.
W 1996 pojawił się w filmie dokumentalnym Dzielski: bankietem do kapitalizmu, opowiadającym o związanym z Łopuszną filozofie Mirosławie Dzielskim.
Należał do Platformy Obywatelskiej, był jedną z osób zakładających struktury partii na Podhalu, a przez kilka lat był przewodniczącym nowotarskich struktur powiatowych ugrupowania. W wyborach parlamentarnych w 2001 bezskutecznie kandydował z listy tej partii do Sejmu. Z PO odszedł w 2013, podejmując współpracę ze środowiskiem skupionym wokół Jarosława Gowina. W wyborach samorządowych w 2010, 2014 i 2018 roku startował z ramienia KWW Samorządność Wiejska.
W 2024 roku poinformował, że nie będzie ubiegał się o reelekcję na stanowisko wójta gminy Nowy Targ. Tym samym ustąpił ze stanowiska po 34 latach sprawowania tej funkcji.

## Życie prywatne
Ma braci Zbigniewa i Mieczysława. Jego ojciec był szkolnym kolegą ks. prof. Józefa Tischnera.
W 1986 wziął ślub (błogosławieństwa udzielił ks. Józef Tischner). Ma szóstkę dzieci, w tym córkę Weronikę, posłankę na Sejm X kadencji.
Mieszka w Łopusznej.

## Nagrody i odznaczenia
Jan Smarduch otrzymał następujące nagrody i wyróżnienia:
- Krzyż Wolności i Solidarności (2014)[25]
- Srebrny Krzyż Zasługi (2009)[26]
- Medal Komisji Edukacji Narodowej
- Srebrny Medal „Opiekun Miejsc Pamięci Narodowej”
- Złoty Medal „Za Zasługi dla Pożarnictwa”
- Brązowy Medal za Zasługi dla Policji (2013)[27][28]
- Odznaka Zasługi dla Związku Kombatantów Rzeczypospolitej Polskiej i Byłych Więźniów Politycznych
- Odznaka Honorowa Małopolskiego Związku Piłki Nożnej
- Odznaczenie „Mecenas Futbolu Małopolskiego”